# Vasvár

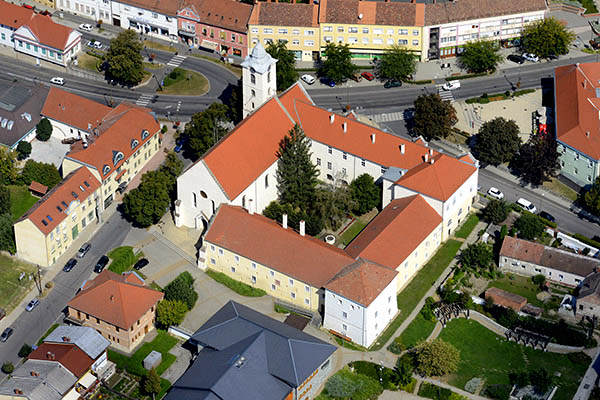
Domonkos-rendház

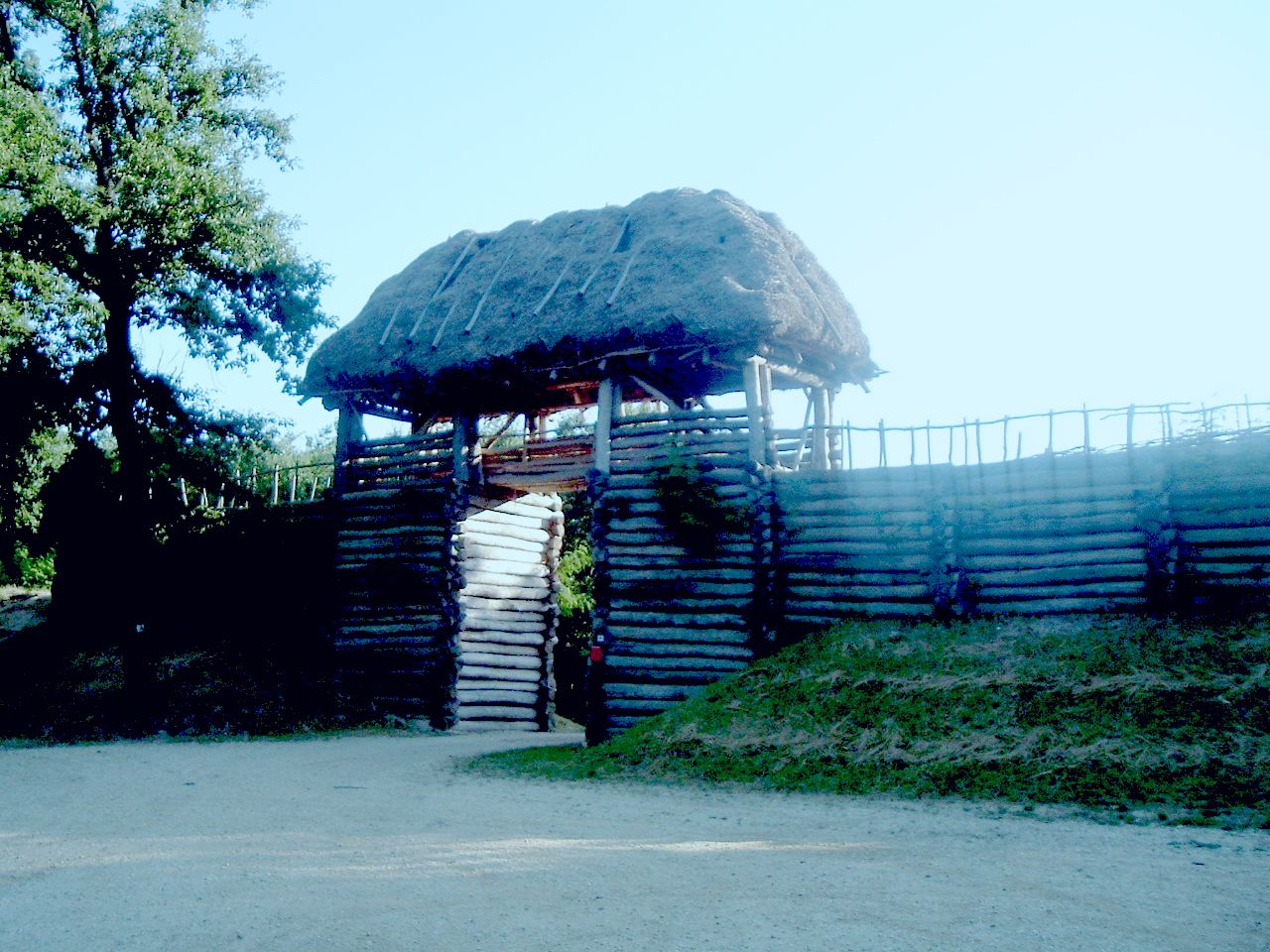
A középkori gyepű rekonstruált kapuja

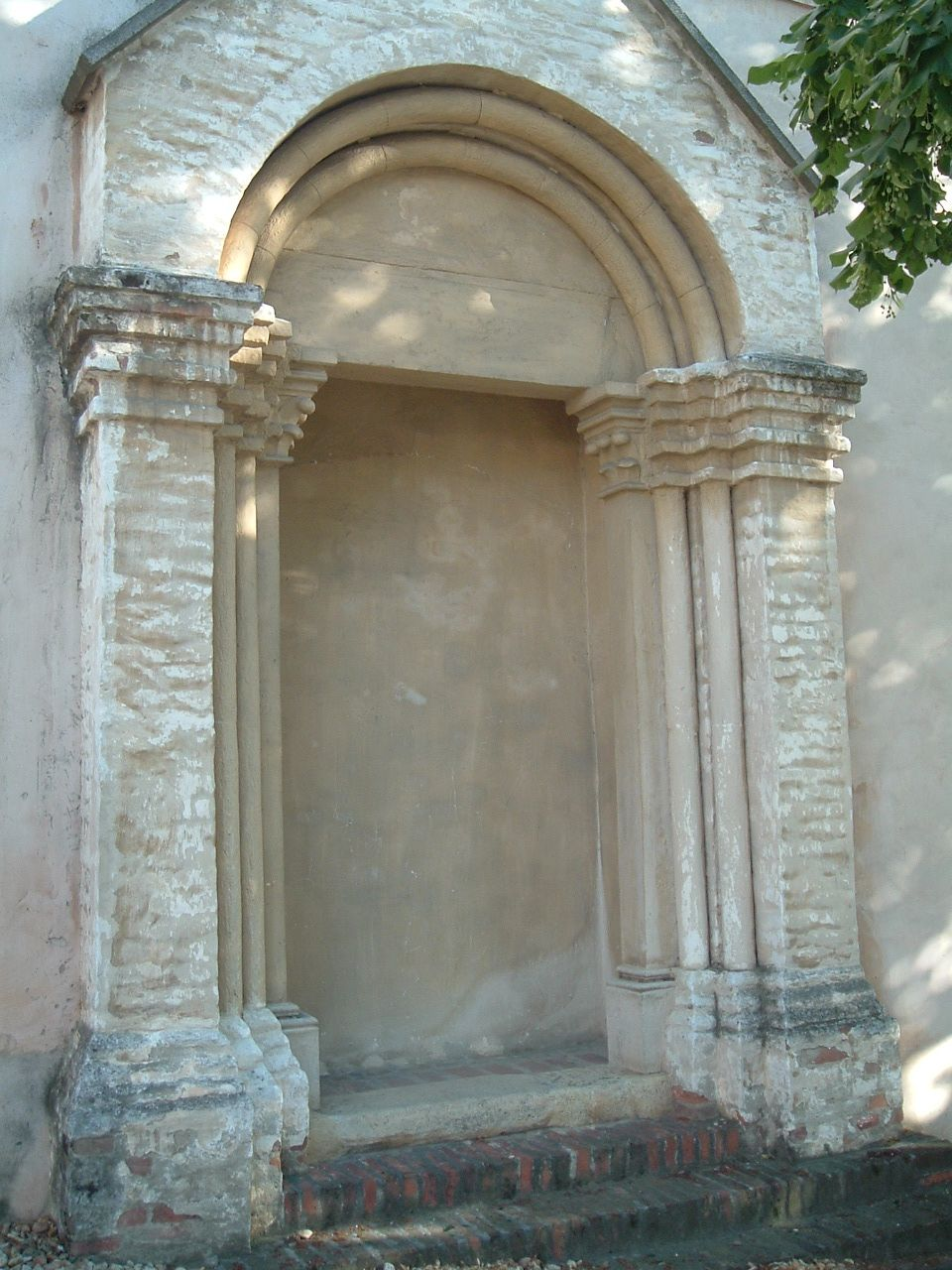
A templom román kori kapuja

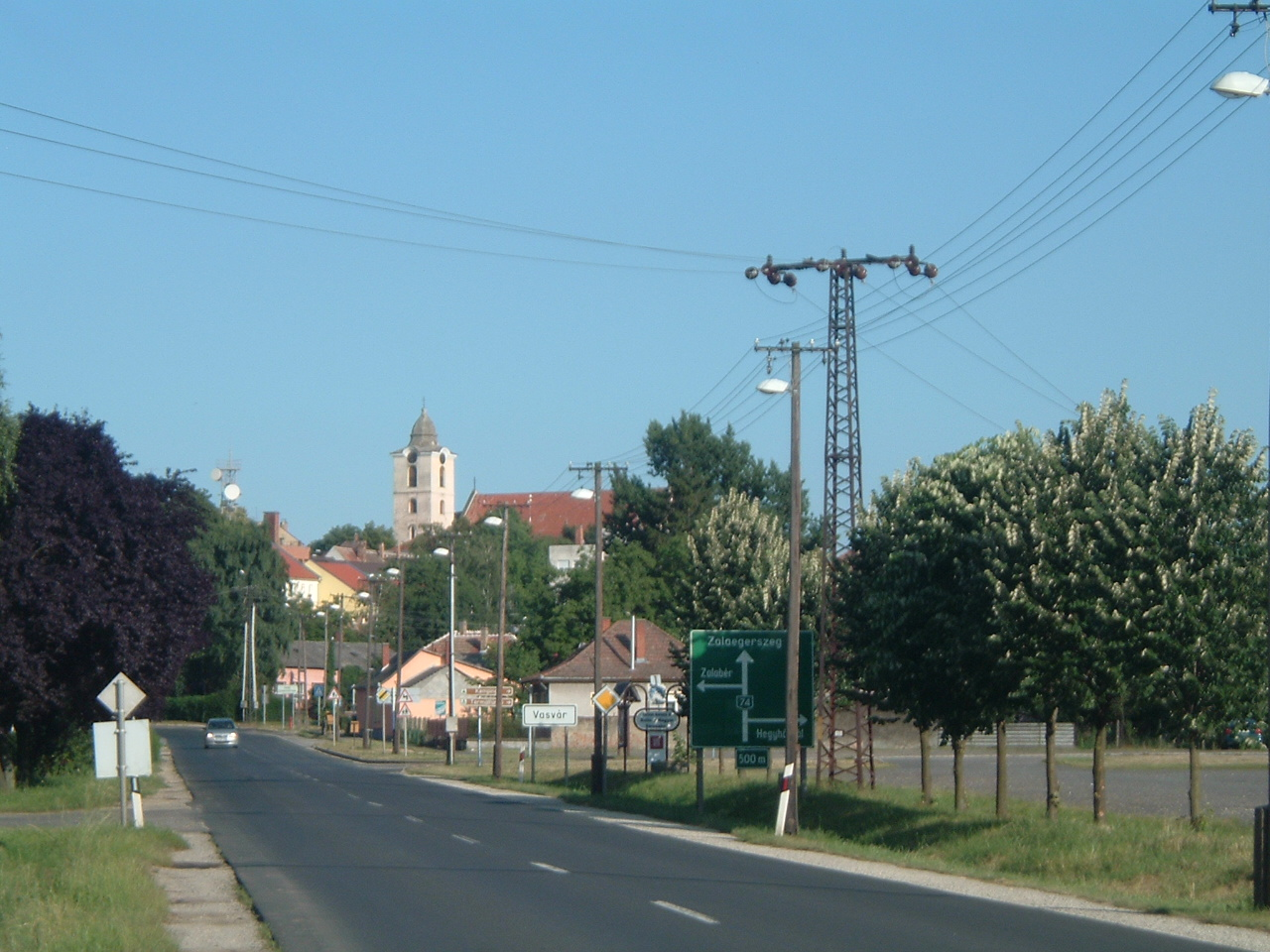
A városba a 8-as főút felől bevezető út

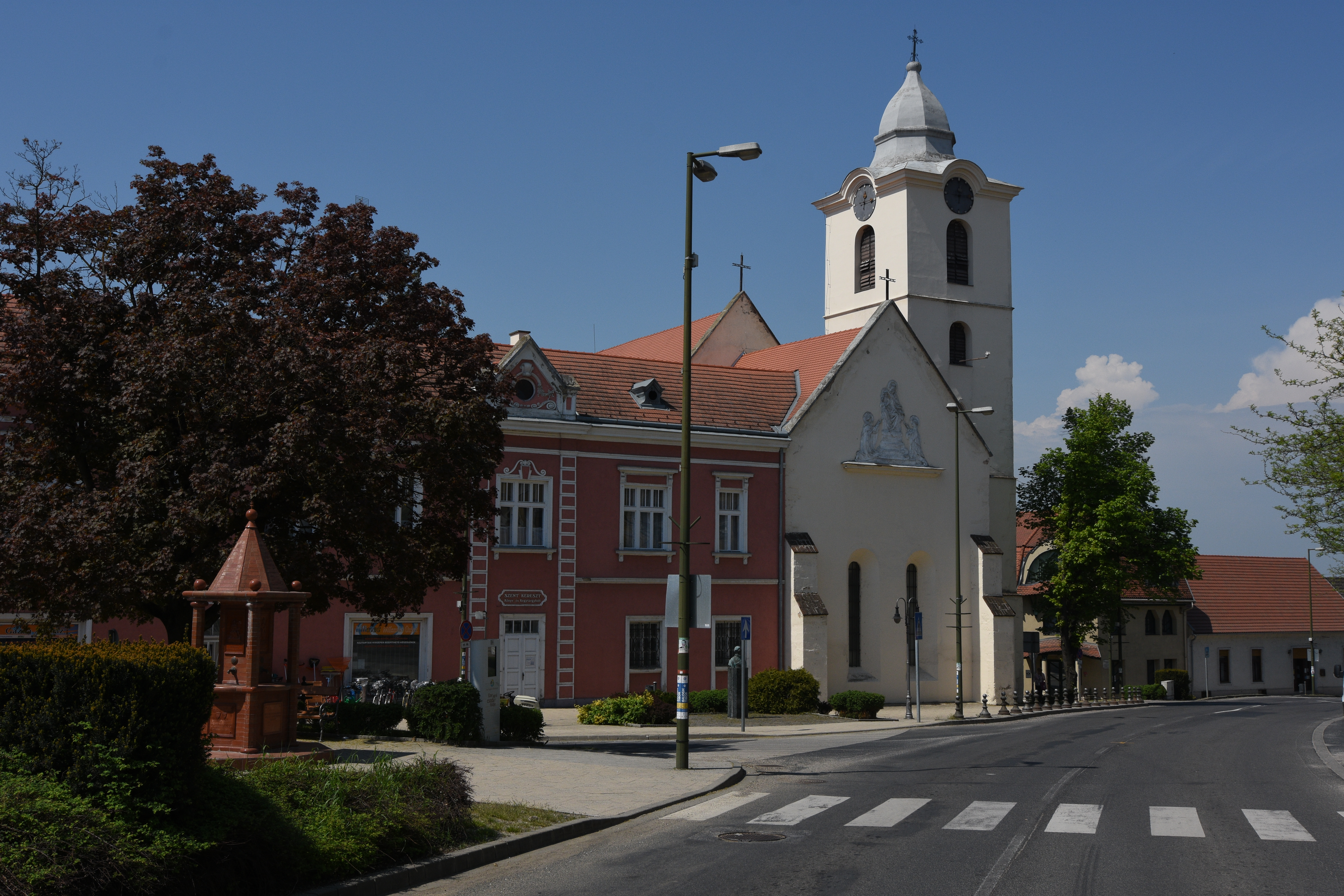
Vasvár főtere

Vasvár (németül: Eisenburg, szlovénül: Vašvar, latinul: Castrum Ferreum) város a Nyugat-Dunántúlon, Vas vármegye Vasvári járásának központja.

## Fekvése
Szombathelytől délkeletre fekszik, a Rába jobb parti oldalán. Különálló településrészei Kismákfa és Nagymákfa, a központtól nyugatra.
A közvetlenül határos települések: észak felől Püspökmolnári és Rum, északkelet felől Alsóújlak, kelet felől Oszkó, délkelet felől Pácsony és Győrvár, dél felől Hegyhátszentpéter és Petőmihályfa, délnyugat felől Gersekarát és Döbörhegy, nyugat felől Egyházashollós, északnyugat felől pedig Rábahídvég.

### Megközelítése
A Székesfehérvár-Veszprém-Szentgotthárd közti 8-as főút és a Nagykanizsától Zalaegerszegen át idáig húzódó 74-es főút találkozásánál fekszik, így lényegében minden égtáj felől könnyen elérhető közúton.
A várost több alsóbbrendű út is érinti: délkeleti részén ér véget, a 74-esbe csatlakozva a Zalabérről induló 7361-es út, déli külterületén pedig a 7383-as út indul Pácsony és Olaszfa irányába. Délkelet felé a 7441-es út indul a város központjából, Hegyhátsál irányába. Kis- és Nagymákfa a 7441-esből kiágazó 74 161-es, Győrvár pedig a 74-es főútból kiágazó 74 185-ös számú mellékúton érhető el.
A hazai vasútvonalak közül a várost a Szombathely–Nagykanizsa-vasútvonal érinti, amelynek egy állomása van itt. Vasvár vasútállomás a belterület északi részén helyezkedik el, közúti elérését a 7441-esből kiágazó és a 8-as főutat is átszelő 87 303-as számú mellékút biztosítja.

## Története
A régészeti leletek tanúsága szerint a mai város területén már a kőkorszak óta élnek emberek. A Kemeneshát szélén fekvő, Rába árterületéből kiemelkedő terasz a kezdetektől fogva alkalmas hely volt az emberi település kialakulásához. A város határában található jelentős emlék az a földsánc, amely a nyugatra emelkedő dombtól egyenesen dél felé húzódik és a nyugatról történő támadás ellen védte a települést. A sáncot általában római eredetűnek tartják, azonban a honfoglalás utáni építése sem kizárt. A római korból származó itt talált vaskohók arra engednek következtetni, hogy Vasváron már ekkor jelentős vasfeldolgozó tevékenység folyt a helyben található gyepvasérc feldolgozásával. A rómaiak Castrum Ferreumnak nevezték az itteni várukat – a magyar városnév ennek pontos megfelelője. Római kori vaskohóra bukkantak a volt domonkos rendház udvarán is. A Római Birodalom idején fontos út vezetett innen Aquincum felé. A vas jelentőségét a honfoglaló magyarok is ismerték, ezért itt alakították ki az ország egyik nagy vastermelő központját. Erre világosan utal az az 1226-ból származó oklevél, mely szerint a pannonhalmi monostor kovácsai a vasat rendszeresen Vasvárról hozatták. A fontos vastermelőhely őrzésére vélhetően már a 10. században megépült az a földvár, amely körül a későbbi város kialakult. Ez a vár valószínűleg a domonkosok templomától északra feküdt, és mintegy 300 méter átmérőjű lehetett.
A Szentgotthárdra menő úttól délre emelkedő Kövecses-hegyen épült fel a település első temploma, mely Vasvár ispánsági székhellyé válása után előbb plébánia, majd esperesi templom lett. A vármegyerendszer kialakítása során Vasvárt Szent István király ispánsági központtá és megyeszékhellyé emelte. A régi templom helyett vélhetően a 12. században épült fel a háromhajós román stílusú Szent Mihály-templom, mely a társaskáptalané lett. A 13. században a káptalan szolgálófalujaként a templom körül kialakult a ma a központtól délre fekvő Szentmihályfalva, majd az északra fekvő Zsidófölde falu is. Így lényegében kialakult a középkori város szerkezete.
A tatárjárás Vasvárt sem kímélte meg, és bár egy oklevél szerint 1242 februárjában még a magyar kézen maradt várak közé tartozott, később a tatárok elpusztították. A tatárjárás utáni években épült fel a földvár sáncain belül a domonkosok kora gótikus temploma és kolostora. V. István király 1270. november 21-én Vasváron tartózkodott és a várjobbágyokkal megyei közgyűlést tartott. A város 1279-ben IV. László királytól kiváltságokat kapott. 1310-ben Vasvárt a németek foglalták el és csak 1311-ben sikerült a Henrik bán fia János vezette megyei nemesi seregnek kiverni őket a városból, miután a káptalani templomot rájuk gyújtották. A várost védő erődrendszer a 14. század elejére készült el teljesen. Ekkor épült a domonkos templomtól délre a Szent Erzsébet kápolna, majd 1342-re felépült a Nagyboldogasszony templom is. A 14. század közepére Vasvár már igazi város, közigazgatási, kereskedelmi és kulturális központ, polgárai öntudata, gazdasági befolyása egyre növekedett, népes vásárai voltak. A várost a polgárok által választott bíró és 12 esküdt irányította. A polgárok befolyását jelezte, hogy Zsidófölde birtokáért a káptalannal szemben is felléptek és a város és a káptalan közötti per még Luxemburgi Zsigmond idejében is tartott, végül 1416-ban megegyezéssel zárult.
A város lendületes fejlődése nyomán az Árpád-kori földvár fokozatosan áldozatul esett a terjeszkedésnek, a 15. századra már csak csekély maradványai látszottak. A földvár helyett már korábban a káptalani templom körül alakult ki erődítmény és a század elején felépült a Szent Margit plébániatemplom is. A vastermelés erre az időre már háttérbe szorult és a város ipara elsősorban a malomiparra támaszkodott. Számos malom működött a környező vízfolyásokon, elsősorban a Rábán és a Csörnöcön. A város életében jelentős változást jelentett, hogy 1423-ban a szabadságjogokkal rendelkező királyi város a Gersei Pető család tulajdona lett és ezzel földesúri mezővárossá vált. 1462-ben a Széchy családdal keletkezett viszályban a város egy része leégett, 1479-ben pedig a török portyázók érték el a Vasvár környékét. 1490-ben I. Miksa császár serege ostromolta, de bevenni nem tudta a várost. A 16. században a török fokozatos előretörésével Vasvár életében is hanyatlás következett be. 1576-ban a városba behatoló és fosztogató német katonaságot a lakosság megtámadta és kiűzte, az erősítéssel visszatérő németek bosszúból felgyújtották a várost. 1577-ben az állandó zaklatások miatt a domonkos szerzetesek elhagyták Vasvárt, 1578-ban pedig az országgyűlés elrendelte a káptalan Szombathelyre költözését. Ezzel Vasvár tulajdonképpen megszűnt megyeszékhely lenni.
1599-ben ismét a portyázó török pusztította a települést, elsősorban Szentmihályfalva jobbágyait érték nagy károk. A 16. század végén Vasváron mindössze 35 jobbágytelek volt, a régi város területe jelentősen csökkent, egész utcák szűntek meg a pusztítások és lakosság elvándorlása következtében. Egyre gyakoribbá váltak a török rajtaütések. 1646-ban a egy török csapat újra feldúlta a várost, ezúttal a káptalan házait érték nagy károk. 1663-ban császári sereg szállta meg a várost, majd 1664-ben hatalmas török sereg vonult át a településen a házakat felégetve. A vesztes szentgotthárdi csata után a török sereg táborozott itt, a város maradék lakossága a Rábán túlra menekült. Itt kötötték meg a magyarok számára hátrányos következményekkel járó vasvári békét.
A század utolsó harmadában viszonylagosan békés időszak következett, a lakosság fokozatosan visszaszivárgott, sőt új telepesek is érkeztek, a város templomai, kolostora és vára azonban romokban állt. A török veszély megszűntével azonban a város várt gyors fejlődése elmaradt, melyben közre játszott, hogy polgárai régi kiváltságaikat nem kapták vissza, sőt 1699-ben a vármegyegyűlés jobbágyi szolgálatokra kötelezte őket. Ráadásul még a török harcokat követően hatalmas tűzvész pusztított el mindent, ami még a régi városból megmaradt. Ezzel egyszersmind a régi település szerkezete is megszűnt létezni és a 18. század közepére az újjáépítés után már teljesen más képet mutatott a város, mint azelőtt. Ekkor alakult ki a mai városszerkezet. A templomok közül a Szent Kereszt kolostort és templomot, valamint a Nagyboldogasszony templomot építették újjá, míg a káptalan Szent Mihály temploma romokban állt. Állt még a régi vármegyeháza és a prépost háza is. 1734-ben a Gersei Pető család birtokait a Festetich család vette meg és rögtön hosszú pereskedésbe kezdett a káptalannal a birtokok elosztása tekintetében. A pernek 1776-ban lett vége, az ítélet újra felosztotta a várost a földesúr és a káptalan között. 1746-ban a népességösszeíráskor Vasváron 38, Zsidóföldén 25, Szentmihályfalván 26 családot írtak össze. A Batthyány-vizitáció adatai szerint 1758-ban összesen 1185 lakos élt a városban, míg 1787-ben 1397 volt a lakosság száma. 1830-ban még mindig csak 1444 lakosa volt a városnak.
Leírás a településről a 18. század végén:
```
VAS VÁR: Eisenburg, Castrum Ferreum. Hajdani Vár, és Magyar Mezőváros Vas Várm. földes Ura Gróf Festetics Uraság, lakosai katolikusok, fekszik Ivántzhoz, és Sz. Mártonhoz nem meszsze, Körméndhez pedig 2 mértföldnyire. Eredete, nagy régisége miatt homályban vagyon; de az bizonyos, hogy hajdan népes, és nevezetes Város, ’s Erősség vala, és e’ Vármegyének is nevezetet szolgáltatott. Korvinus Mátyás sokat tartott ezen Erősséghez, ’s midőn Morva Országban Olmutzban vala, az Ozmanok által sanyargattatott. Elhajtatván innen az Ozmanok, kevés időig vala nyugodalma, mert Mátyás Királynak halála után még nagyobb ínségeket szenyvedett Ulászló Király alatt. Ugyan is Maximilián Tsászár a’ több Erősségekkel egygyütt Vasvárt is hatalma alá akarván hajtani, ostromló Sereget hagyott vala alatta; de pórúl járának szegény Németek, mert keveset állítván a’ Várbéliek felől, restűl vígyázgattak, ’s a’ bornak is hasznát akarván venni, vélletlenűl éjjel reájok rontottak a’ kevés Várbéliek, ’s ámbár eleinte mind puskával, mind fegyverrel óltalmazák vala magokat; de tsak ugyan megverettettek, megfutamtattak, ’s mindeneket elfoglalák a’ Várbéliek, és kevesen is jutottak közzűlök a’ Tsászári Táborhoz, mert a’ lakosokat is sanyargatván, a’ bújkálókat közzűlök ezek is meg ölögették. Itten vala az előtt a’ Szombathelyi Káptalan is, és Prépostságán kivűl nevezetesítik a’ Dominikánusoknak Klastromjok; határja jól termő, borai középszerűek, fájok a’ farkas erdőből, legelőjök, ’s réttyeik jók.
 	
(
Vályi András
: 
Magyar országnak leírása
, 
1796
–
1799
)
```

Városi rangját 1986-ban kapta vissza.

## Közélete

### Polgármesterei
- 1990–1994: Németh Zsolt (MDF)[3]
- 1994–1998: Papp Lajos (MSZP-MSZDP-SZDSZ-ASZ)[4]
- 1998–2002: Németh Zsolt (MDF-Fidesz-MKDSZ)[5]
- 2002–2006: Németh Zsolt (MDF-Fidesz-MKDSZ)[6]
- 2006–2010: Németh Zsolt (Nemzeti Fórum-Fidesz-KDNP)[7]
- 2010–2014: Kovács Tilda Matild (Fidesz-KDNP)[8]
- 2014–2019: Tóth Balázs (Fidesz-KDNP)[9]
- 2019–2024: Tóth Balázs (Fidesz-KDNP)[10]
- 2024– : Tóth Balázs (Fidesz-KDNP)[1]

## Népesség
A település népességének változása:
| Lakosok száma | 4387 | 4324 | 4171 | 4070 | 3974 | 3946 | 3896 |
|               | 2013 | 2014 | 2018 | 2021 | 2022 | 2023 | 2024 |

A 2011-es népszámlálás során a lakosok 88,7%-a magyarnak, 1,1% németnek, 1,4% cigánynak, 0,3% horvátnak, 0,2% szlováknak mondta magát (11,1% nem nyilatkozott; a kettős identitások miatt a végösszeg nagyobb lehet 100%-nál). A vallási megoszlás a következő volt: római katolikus 72,1%, református 0,9%, evangélikus 1,3%, felekezet nélküli 3,6% (21,3% nem nyilatkozott).
2022-ben a lakosság 93,2%-a vallotta magát magyarnak, 1% cigánynak, 0,9% németnek, 0,1% ukránnak, 0,1% románnak, 0,1% horvátnak, 0,1% szerbnek, 1,8% egyéb, nem hazai nemzetiségűnek (6,7% nem nyilatkozott; a kettős identitások miatt a végösszeg nagyobb lehet 100%-nál). Vallásuk szerint 57,9% volt római katolikus, 1,5% evangélikus, 1,2% református, 0,2% görög katolikus, 1,3% egyéb keresztény, 1,5% egyéb katolikus, 4,7% felekezeten kívüli (31,6% nem válaszolt).

## Nevezetességei

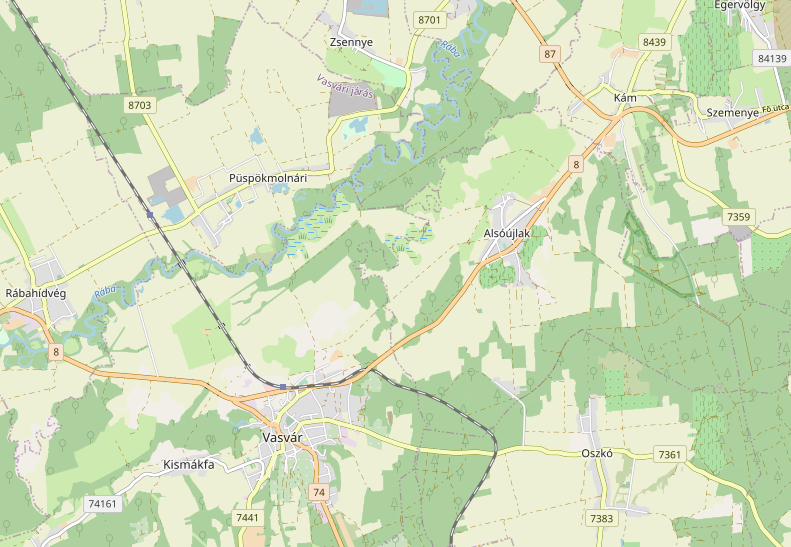
Vasvár környékének térképe

- Római katolikus (volt domonkos) templom (középkori eredetű, barokk)
- A vasvári domonkos kolostor (1684-ből, valószínűleg a régi vár helyén)
- Temetőhegyi kápolna (késő barokk)
- Helytörténeti gyűjtemény
- Angyalszobor
- Szentkútfürdő: kegyhely, búcsújáróhely, keresztúttal és szabadtéri miséző hellyel [13]

## Iskolák
- Béri Balogh Ádám Gimnázium, Posta- és Bankforgalmi Szakközépiskola, Kollégium 2020-ban megszűnt. bbap-vasvar.sulinet.hu Archiválva 2021. április 20-i dátummal a Wayback Machine-ben
- Kardos László Általános Iskola kardos-vasvar.sulinet.hu Archiválva 2007. október 20-i dátummal a Wayback Machine-ben

## Híres szülöttei
- Dallos László fotóművész (1948)
- Fábián Tamás, Afrikában meggyilkolt geográfus (1958–2012)
- Kotász Antal, válogatott labdarúgó (1929–2003)
- Makray Katalin, olimpiai ezüstérmes tornásznő (Vasvár díszpolgára 2011)
- Mozsolics Amália régész
- Németh Imre, földművelésügyi és vidékfejlesztési miniszter
- Nyilassy Judit, Jászai Mari-díjas magyar rendező, színházigazgató.
- Rosta József fotóművész

## Vasvárhoz kötődnek/kötődtek
- Kovács István, labdarúgó
- V. Németh Zsolt, politikus, országgyűlési képviselő, a 2. Orbán-kormány Vidékfejlesztési Minisztérium Vidékfejlesztésért Felelős Államtitkára
- Szép Bence, humorista

## Képek

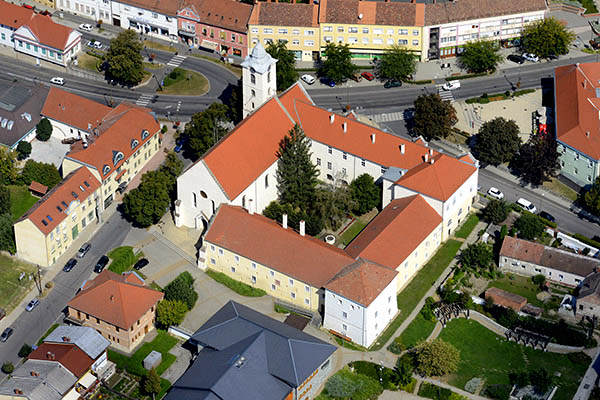
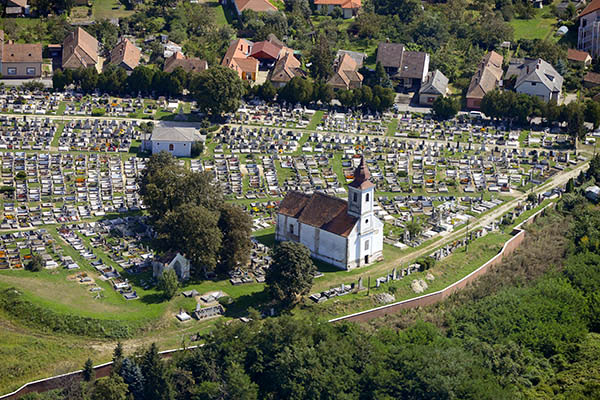
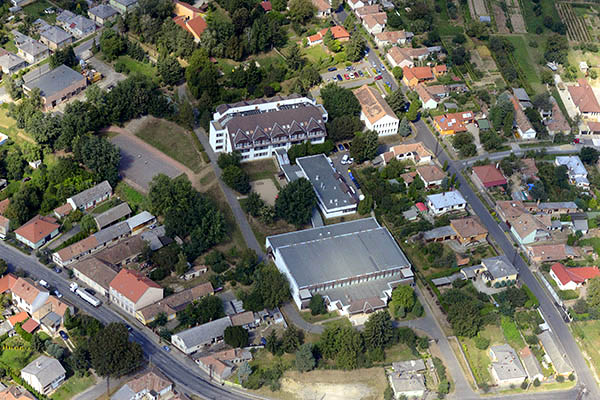
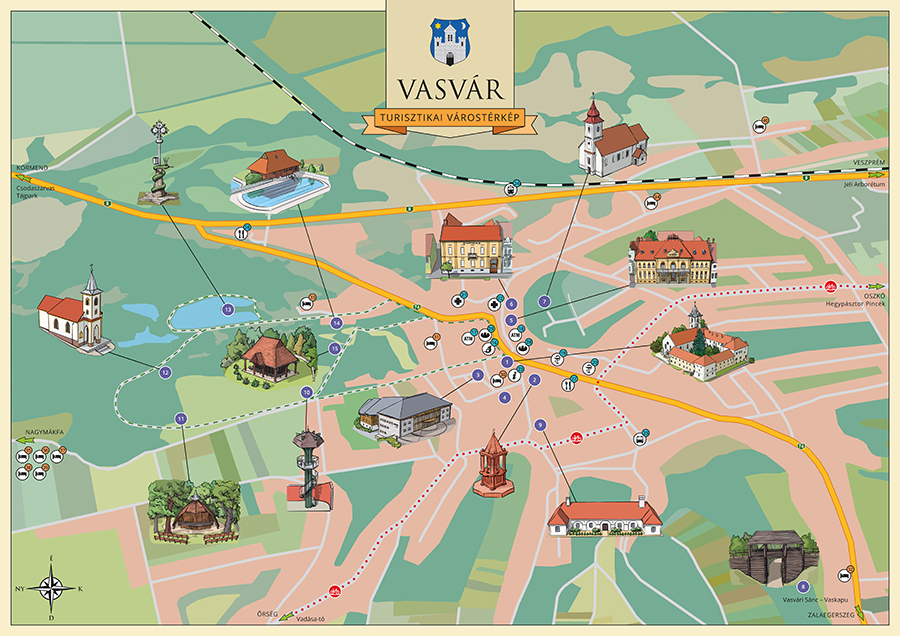
Vasvár látványtérképe

## Testvérvárosok
- Bardi,  Olaszország
- Cegléd,  Magyarország
- Hátszeg,  Románia